# Justin Lee
Justin Lee (15 gennaio 1990) è un calciatore statunitense nato a Guam, difensore del Frederick e della nazionale guamana.

## Carriera

### Club
Ha iniziato la carriera negli Stati Uniti con il Pennsylvania State Nittany Lions. Gioca poi nella massima serie del Guam con gli Shipyard e nell'ottava serie inglese con il South Park.

### Nazionale
Ha esordito in nazionale nel 2015.